# GE Building
El GE Building és un dels gratacels més cèlebres de New York. És l'edifici principal i nucli del Rockefeller Center. Construït en estil art déco, fa 259 metres d'alçària i té 70 pisos. És el vuitè immoble més alt de New York. El GE Building ha estat acabat el 1933 i portava aleshores el nom de RCA Building, abans de ser el GE Building al final dels anys 1980. També se l'anomena 30 Rockefeller Plaza.

## Història
L'edifici, començat el 1931, va ser acabat el 1933 mentre que la resta del Rockefeller Center estava sempre en construcció. S'anomenava en aquell temps el RCA Building, del nom del seu principal arrendatari, la Radio Corporation of America, formada el 1919 per la General Electric. Per primera vegada en la història de l'arquitectura, l'immoble disposava d'ascensors reagrupats al seu centre. La National Broadcasting Company, que pertanyia igualment a la General Electric, va llogar diversos espais de l'edifici. El despatx de la família Rockefeller era al 56è pis. Avui, la Rockefeller Family & Associates ocupa tres pisos del gratacel, entre els pisos 54è i 56è.
El 1985, l'immoble va ser oficialment classificat a la llista dels  landmarks al mateix títol que la resta del Rockefeller Center. Va ser reanomenat «GE Building» el 1988, dos anys després de l'adquisició de la RCA Corporation per la General Electric. Els novaiorquesos el sobrenomenen «The Slab» (la placa») o també «0 Rock». Aquest darrer sobrenom és també el títol d'una sitcom sobre la NBC, fins i tot si la sèrie és de fet gravada als estudis Silvercup.

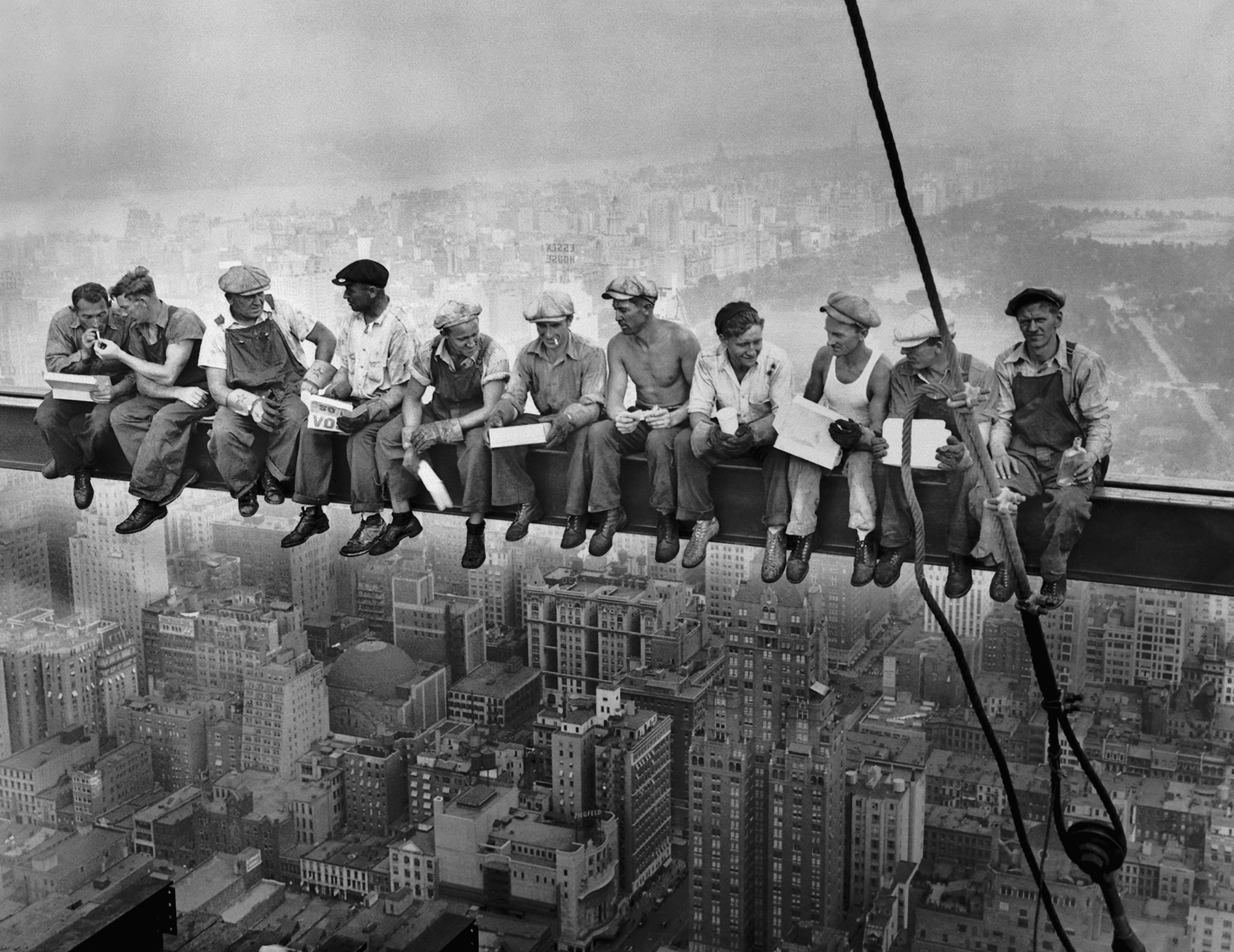
La fotografia Lunch atop a Skyscraper, feta el 20 de setembre de 1932 a la planta 69 de l'edifici.

La fotografia icònica DInar dalt d'un gratacels es va realitzar a l'edifici el 20 de setembre de 1932, mesos abans que les obres de construcció finalitzessin.

## Un edifici art déco

### L'arquitectura

Emplaçament del GE Building (en verd) dins el Rockefeller Center (en violeta)

El GE Building es troba al centre del Rockefeller Center. N'és el gratacels principal per les seves dimensions (259 metres, 70 pisos) i el seu emplaçament. L'adreça oficial és 30 Rockefeller Plaza, New York, NY 10112.
Té una arquitectura de les més originals de Manhattan. Concebut com una fulla desfilada, una de les seves particularitats és de tindre una teulada plana, sense punxa, el que el diferencia de les altres torres Art déco construïdes en els anys 1930, com l'Empire State Building i el Chrysler Building. La teulada plana és concebuda per assemblar-se al pont d'un transatlàntic. Les línies verticals i els desenganxaments amplien la impressió d'alçada i de punxa, particularment pronunciada quan es mira l'edifici des de Rockefeller Plaza.
La decoració negra i beix del GE Building es realça per un enllumenat teatral a la nit. Al cim de l'edifici hi ha posades les lletres GE per «General Electric». Els principals materials emprats són el granit, la pedra calcària d'Indiana i l'alumini.

### La decoració exterior

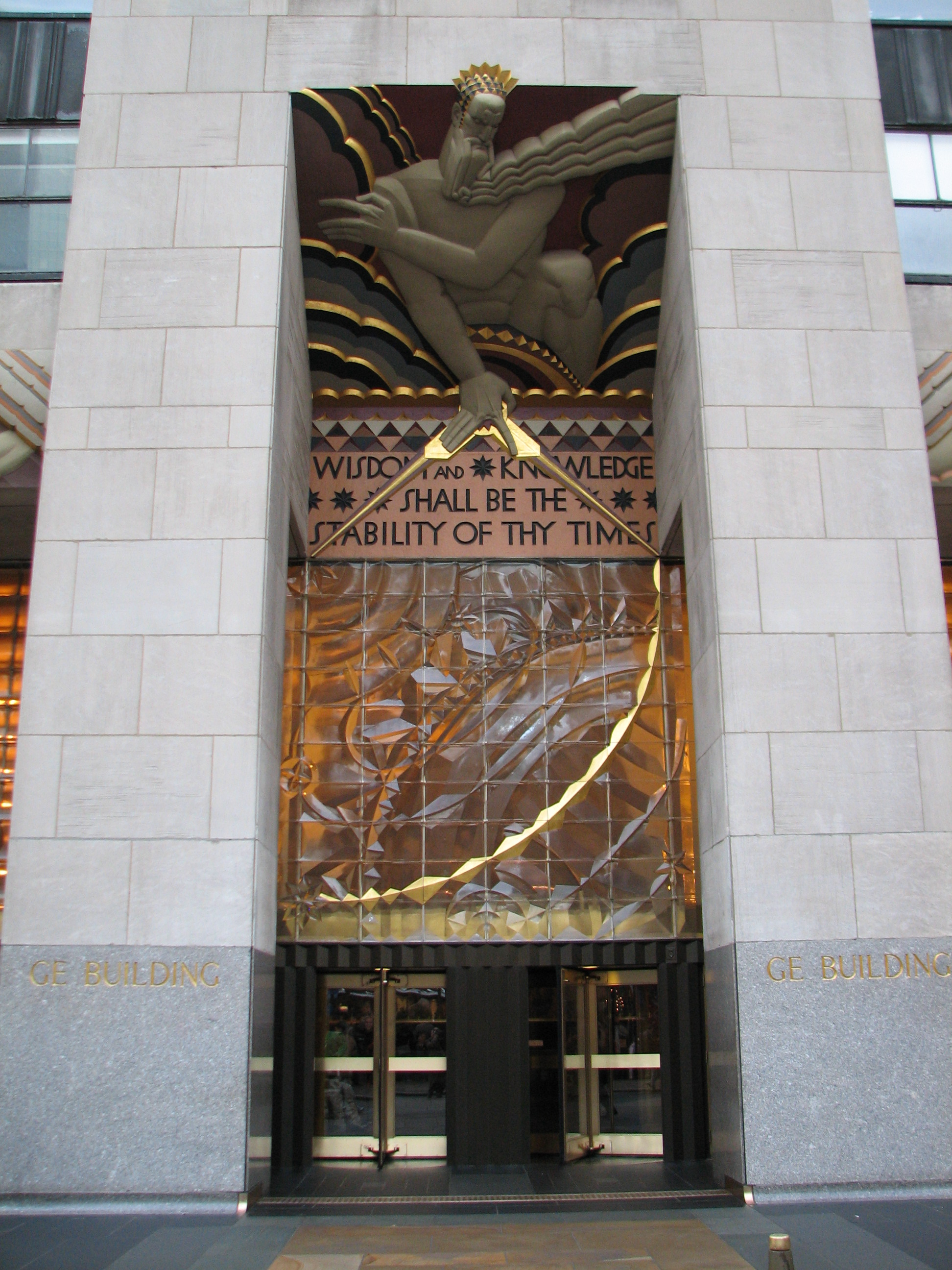
L'entrada principal del GE Building

L'exterior de l'immoble és decorat amb un excepcional seguit de baixos relleus d'estil Art déco, que introdueix un toc de color sobre els murs grisos de l'edifici. El de l'entrada principal va ser realitzat per l'escultor americà Lee Lawrie (1877-1963); representa una al·legoria de la saviesa, representada amb un home vell barbut i influenciada per la pintura de William Blake (Jehovah). És acompanyat de la llegenda següent, inspirada en un passatge de la Bíblia (Isaïes 33:6): Wisdom and Knowledge shall be the stability of thy times. Aquest baix relleu és emmarcat per una figuració de la llum i del so sobre cadascuna de les portes annexes d'entrada.
A nivell de l'entrada oest (1250 6a Avinguda), es pot admirar un plafó de mosaics executat per Barry Faulkner (1881-1966) i instal·lat el 1933. Titulat Intelligence Awakening Mankind, l'obra evoca una ona de sons que recorda que l'immoble protegeix els estudis de la NBC. Aquest mosaic mesura 26 metres sobre 5 i empra un milió de peces d'esmalt de vidre de més de 250 colors diferents.
Al llarg de la façana occidental, quatre escultures de Gaston Lachaise (1882-1935) representen la fundació de la civilització: l'esperit del progrés, els dons de la Terra a la Humanitat, la conquesta de l'espai, el geni prenent la llum del sol.
Finalment, al carrer 46 (cara sud de l'edifici), dos baixos relleus de Leo Friedlander emmarquen l'entrada de la NBC i il·lustren el tema de la ràdio (la producció a l'esquerra, l'emissió a la dreta).

### Les pintures murals
En els anys 1930, Rockefeller havia volgut tindre els millors artistes contemporanis per decorar l'interior del GE Building. Va sol·licitar sobretot els pintors europeus Pablo Picasso i Henri Matisse, però aquests finalment no van participar en el projecte.
- Els frescs :
  - Josep Maria Sert i Frank Brangwyn, Man's Intellectual Mastery of the Material Universe, i Man's Conquest of the Material World.
  - Diego Rivera va ser encarregat de pintar el hall situat davant l'entrada: Man at the Crossroads Looking with Uncertainty but with Hope and High Vision to the Choosing of a Course Heading to a New and Better Future. Aquest fresc va suscitar una controvèrsia al voltant d'un personatge, representat amb els trets de Lenin. Després de la intervenció de Rockefeller, va ser finalment destruïda i reemplaçada per la pintura actual, Man's Conquests pintada per Josep Maria Sert.

## Un centre dels mitjans de comunicació i de turisme

### Estudis de la NBC
El GE Building protegeix la seu i la majoria dels estudis novaiorquesos de la NBC, que és igualment la propietària de GE. Hi destaca l'Estudi 8H, on es fa l'emissió de Saturday Night Live. 8H ha estat el major estudi del món i ha estat utilitzat per l'orquestra NBC Symphony dirigida per Arturo Toscanini.

### Observatori i restaurant
El darrer pis de l'immoble és ocupat per un gran restaurant i sala de congressos, anomenat el Rainbow Room («Cambra de l'arc de St. Martí»).
Sota el GE Building s'hi troba un complex comercial. Una de les primeres escales mecàniques posades en servei dona accés a la galeria comercial a partir del hall. Aquesta mena de hall obert era pioner a l'època quan es va construir l'edifici.
La plataforma d'observació, al cim del gratacel, és altre cop oberta al públic d'ençà l'1 de novembre de 2005. Sobrenomenada «Top of the Rock», era tancada al públic d'ençà 1986 per tal de permetre la renovació del Rainbow Room. Ofereix un punt de vista sobre New York que rivalitza amb el del 86è pis de l'Empire State Building (vegeu la fotografia d'aquí sota).

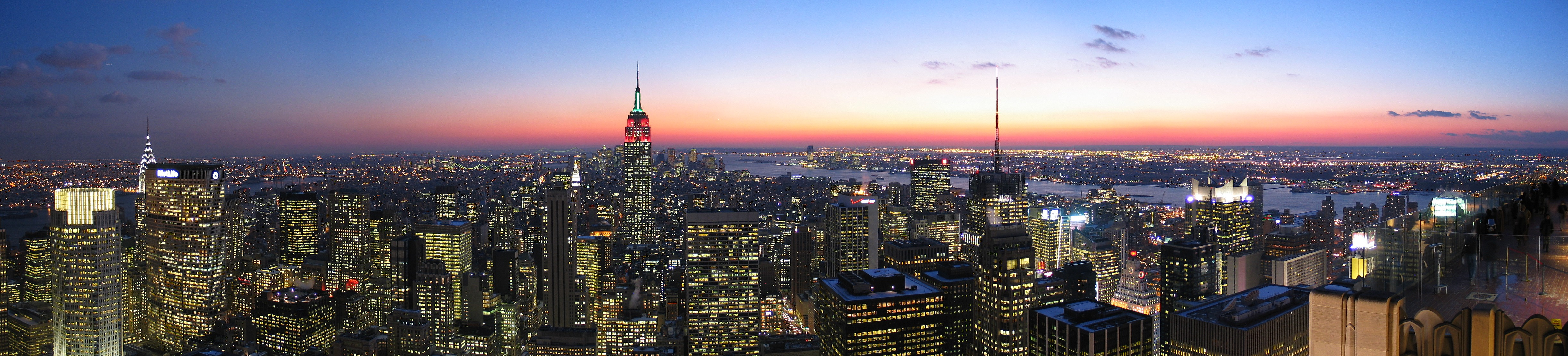
Vista de New York des del cim del GE Building

40° 45′ 30″ N, 73° 58′ 44″ O / 40.758424°N,73.978999°O: vista satèl·lit del GE Building.